# Geisshorn
Il Geisshorn (3.740 m s.l.m.) è una montagna delle Alpi Bernesi che si trova nel Canton Vallese.

## Caratteristiche
La montagna è collocata a sud del più alto Aletschhorn (4.193 m).